# 黑尔门岑
黑尔门岑是德国莱茵兰-普法尔茨州的一个市镇。总面积4.15平方公里，总人口852人，其中男性437人，女性415人（2011年12月31日），人口密度205人/平方公里。